# Мунари, Бруно
Бруно Мунари (итал. Bruno Munari; 24 октября 1907, Милан — 29 сентября 1998, Милан) — итальянский художник, скульптор, график, дизайнер, теоретик, педагог.

## Биография

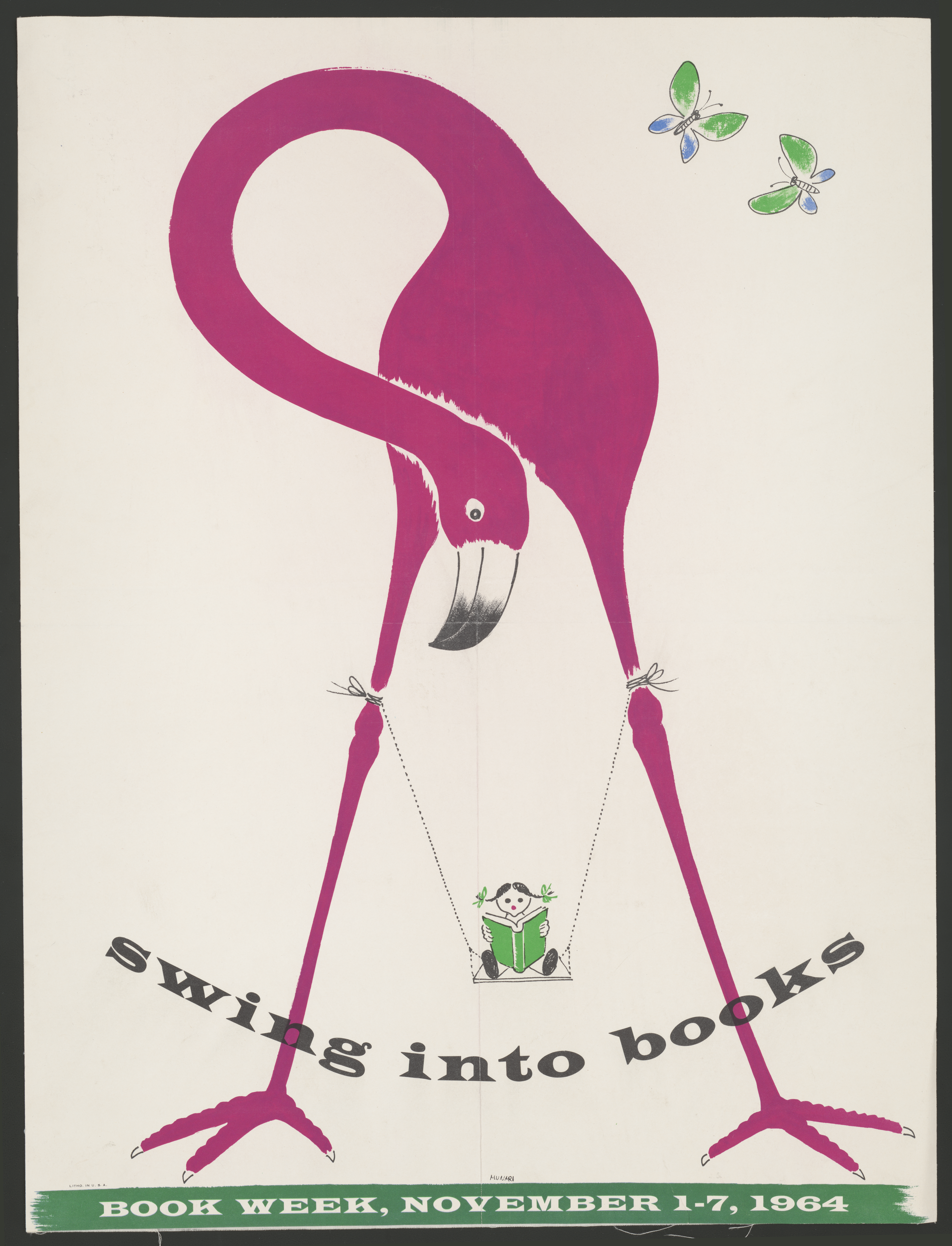
Книжный свинг. 1964 г.

Родился в Милане. Детство и юность провел в Бадия-Полезине. Начал творческую деятельность в 1920-е годы. В 1925 году вернулся в Милан, где начал работать со своим дядей-инженером. С 1927 года начал интересоваться творчеством Филиппо Томмазо Маринетти, участвовать в выставках футуристов.
В 1948 году был в числе основателей Итальянского движения за конкретное искусство Movimento Arte Concreta (MAC).
Известность ему принесли кинетические объекты, так называемые «бесполезные машины». В послевоенные годы Мунари — одна из главных фигур на итальянской художественной сцене.
Проявил себя в самых разных областях художественной деятельности. Изобретатель, который заложил основы во многие области визуального искусства (живопись, скульптура, кино, промышленный и графический дизайн), отдавший дань модернизму, футуризму и конкретному искусству, не только в изобразительном искусстве, но и в литературе (поэзия).
За широту интересов Пабло Пикассо называл его «новым Леонардо».
Принципиально не разделяя искусство и дизайн, он проектировал мебель и светильники, игры и игрушки, создавал скульптуры, коллажи для журналов, рекламные плакаты, придумывал и рисовал детские книги.
В 1950 году он изобрел новый метод проекции и создал подвижные скульптуры. Мунари начал экспериментировать со световыми проекциями через цветные пластмассовые фильтры. Создал композиции для цветотерапии.
Его работы в области дизайна были отмечены рядом престижных профессиональных наград, в том числе — Золотой медалью Миланской триеннале (за prebooks, книги без текста для детей из разных по текстуре материалов), премиями Золотой циркуль итальянской Ассоциации промышленных дизайнеров, премией Японского фонда дизайна, премией Фельтринелли (1988) и многими другими.
Похоронен на миланском Монументальном кладбище.